# Casa Joaquim Padrines
La Casa Joaquim Padrines és una obra eclèctica de Tarragona protegida com a Bé Cultural d'Interès Local.

## Descripció
Es tracta d'un edifici d'habitatges, encara que, té oficines a la planta baixa i l'entresòl. La façana és de pedra així com els encerclats dels balcons i les motllures. Les baranes, però, són de forja. Un ordre gegant divideix la fatxada en tres panys, essent el del mig el doble d'ample que els laterals.

## Història
El 1873 es feu el projecte primitiu. Gairebé un segle després, el 1956, s'hi fan reformes segons un projecte de l'arquitecte Vicenç Tomas i Traver.